# Иляскина, Анна Викторовна
Анна Викторовна Иляскина (род. 14 ноября 1967 год, Смоленск) — заслуженный тренер России, мастер спорта СССР, тренер-преподаватель по фехтованию. Судья международной категории. Первый наставник олимпийской чемпионки Виктории Никишиной. Тренер высшей категории.

## Биография
Анна Иляскина стала заниматься фехтованием в возрасте 13 лет.
В 1989 году окончила Смоленский ГИФК и стала работать тренером в СДЮШОР «Буревестник» (Москва). С 1995 по 2005 год — заместитель директора СДЮШОР. 1 декабря 2005 года приступила к обязанностям директора СДЮШОР, и выполняет их до сих пор.
Анна Викторовна Иляскина — первый тренер олимпийской чемпионки Виктории Никишиной и чемпионки мира Елизаветы Горст.
Среди ее учеников есть мастера спорта международного класса — Татьяна Мясникова, Светлана Трипапина, Диана Яковлева, ее ученики становились чемпионами России, мира и Европы. По словам Виктории Никишиной ее первому тренеру Иляскиной удалось привить ей любовь к фехтованию и она в занятия всегда вкладывала больше, чем обычный тренер. Анна Иляскина тренирует Анастасию Батракову, Марианну Дзахову, Марию Есакову, Кристину Новалинську.
Работает старшим тренером по резерву сборной команды города Москвы (рапира девушки). Занимает должность вице-президента федерации фехтования Москвы. Отличник физической культуры.
Тренер высшей категории, квалификация присвоена 6 октября 2005 года.

## Награды и звания
- Почётный знак «За заслуги в развитии физической культуры и спорта» (2009)[1]
- Почётный работник физкультуры, спорта и туризма города Москвы[3]